# Zaïre 74

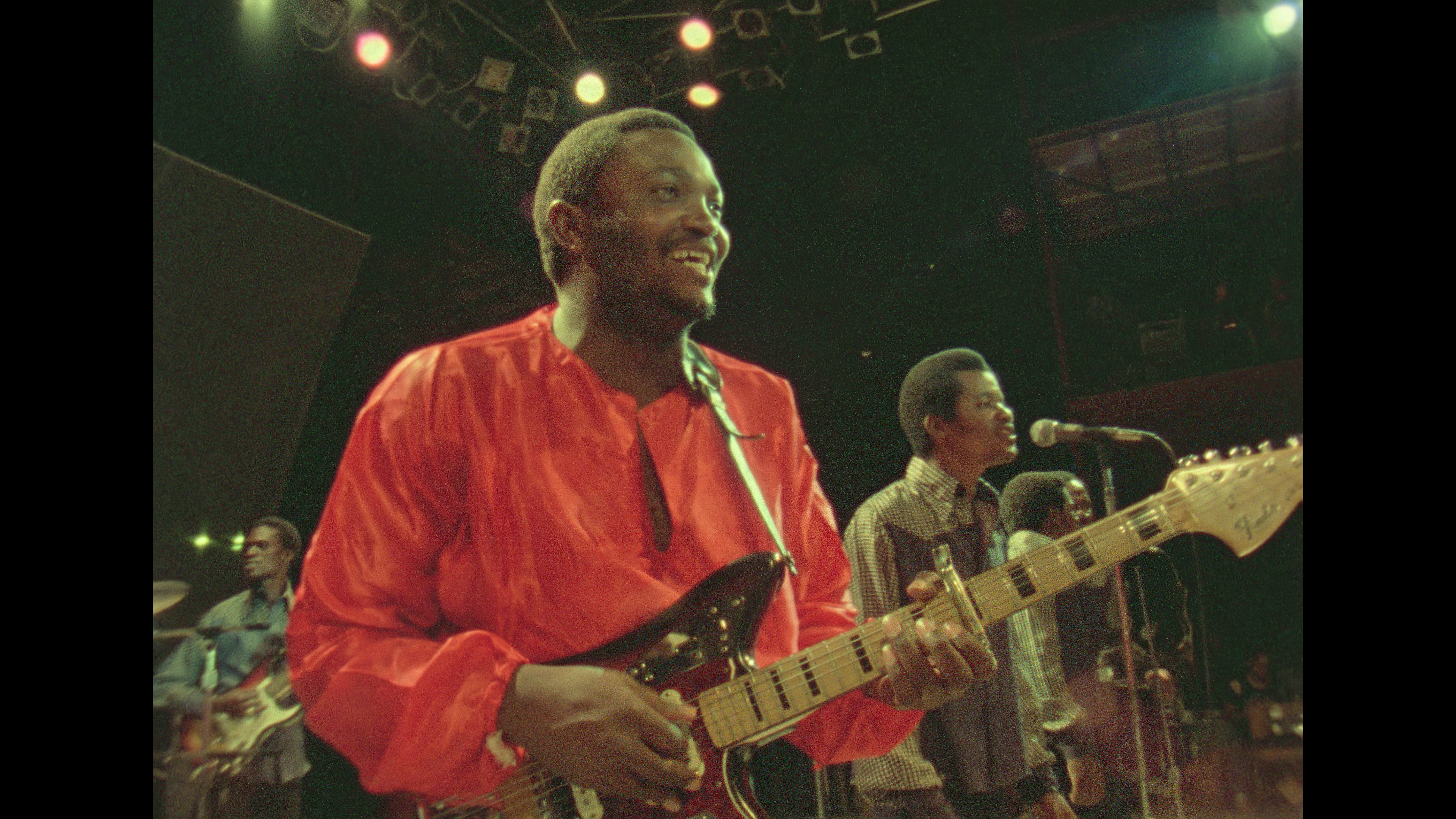
Franco Luambo et son orchestre OK Jazz en concert live au Zaïre 74

Zaïre 74 est un festival de musique qui s'est déroulé du 22 au 24 septembre 1974 au stade du 20 mai, à Kinshasa, Zaïre (aujourd'hui République démocratique du Congo). Originellement conçu par le trompettiste sud-africain Hugh Masekela et le producteur Stewart Levine, le concert est organisé par le promoteur Don King et le président du Zaïre Mobutu Sese Seko en tant qu'événement promotionnel du combat entre Mohamed Ali et George Foreman pour le championnat de boxe poids lourds : The Rumble in the Jungle (« La baston dans la jungle »). Entre 60 000 et 80 000 personnes y ont assisté chaque jour.
Le festival rassemble 31 groupes et artistes, dont 17 du Zaïre. BB King, Bill Withers, Sister Sledge, Fania All Stars, James Brown, The Spinners, Celia Cruz, Stukas boys, The Jackson's Five, The Supremes, Hector Lavoe, Johnny Pacheco, Ray Barretto, Larry Harlow, Santos Colon, Cheo Feliciano ainsi que artistes africains tels que Miriam Makeba, TP OK Jazz, Tabu Ley Rochereau, Trio Madjesi, Manu Dibango, et Abeti Masikini, Franco Luambo, Zaiko Langa Langa, Ray Lema, y ont participé,,. Ses présentations sont rassemblées dans l'album Zaïre 74 : The African Artists.
Un documentaire sur Zaïre 74, intitulé Soul Power (en), est sorti en 2009. Le film contient plusieurs séquences de concerts du festival.